# Echidna unicolor
Echidna unicolor es una especie de pez de la familia de los morénidas en el orden de los Anguilliformes. Su nombre común en inglés es "Morena unicolor o morena pálida".

## Morfología
Los machos pueden llegar a alcanzar los 40 cm de longitud total.

## Distribución geográfica
Se encuentra desde el África Oriental hasta las Islas de la Línea, Islas Marquesas, Islas de la Sociedad e Islas Marshall.